# Las Fuentes del Marqués
Las Fuentes del Marqués es un paraje natural situado a 2 kilómetros del casco urbano de Caravaca de la Cruz, Región de Murcia, España.
Cuenta con un centro de interpretación de la naturaleza situado dentro de la Torre de los Templarios.
Entre las especies vegetales se encuentran el pino canario, pino carrasco, fresno, álamo y encina entre otras. La fauna está representada por ardillas y aves como la abubilla, el mochuelo, el ruiseñor y otras especies.

## Galería

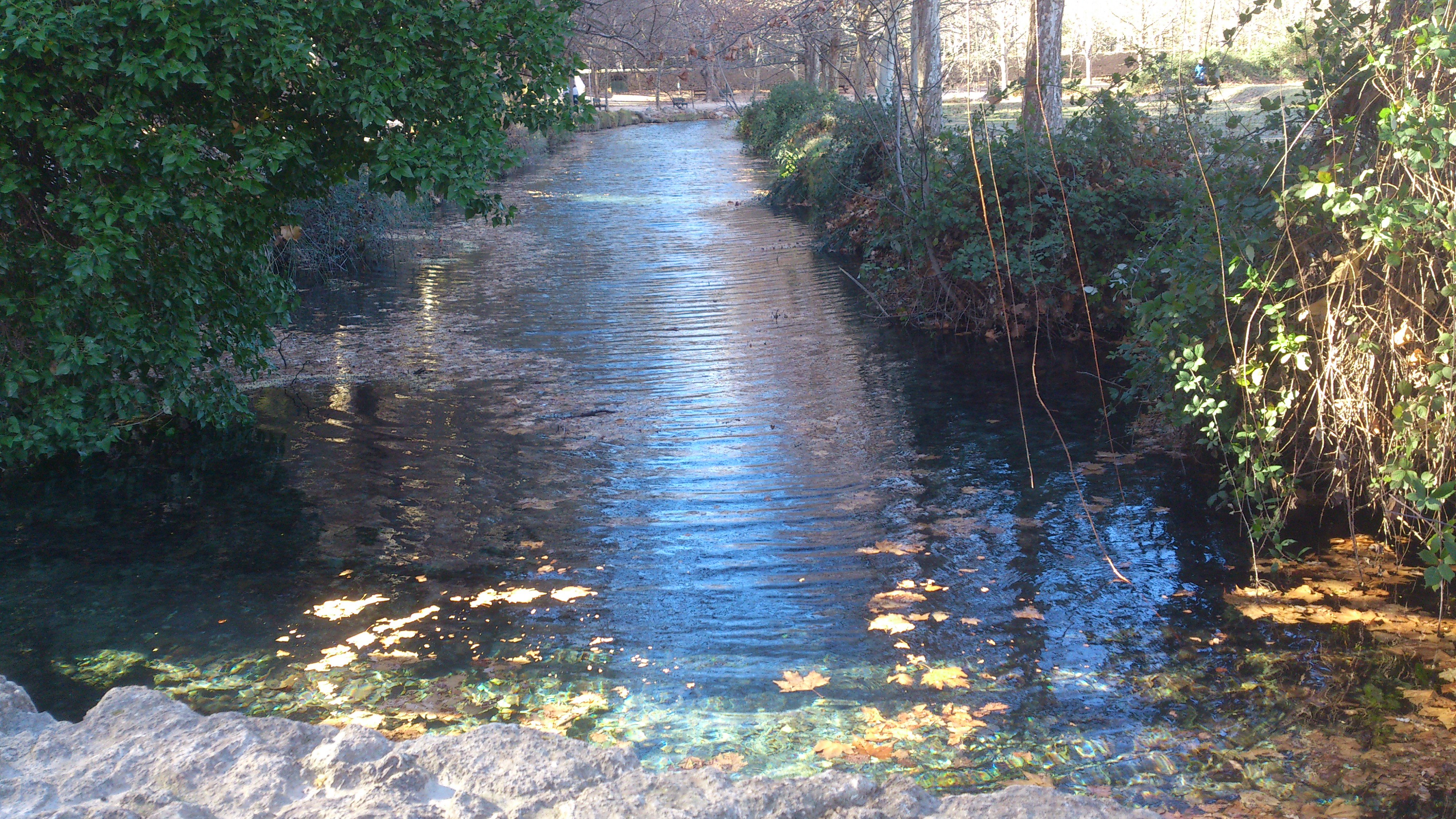
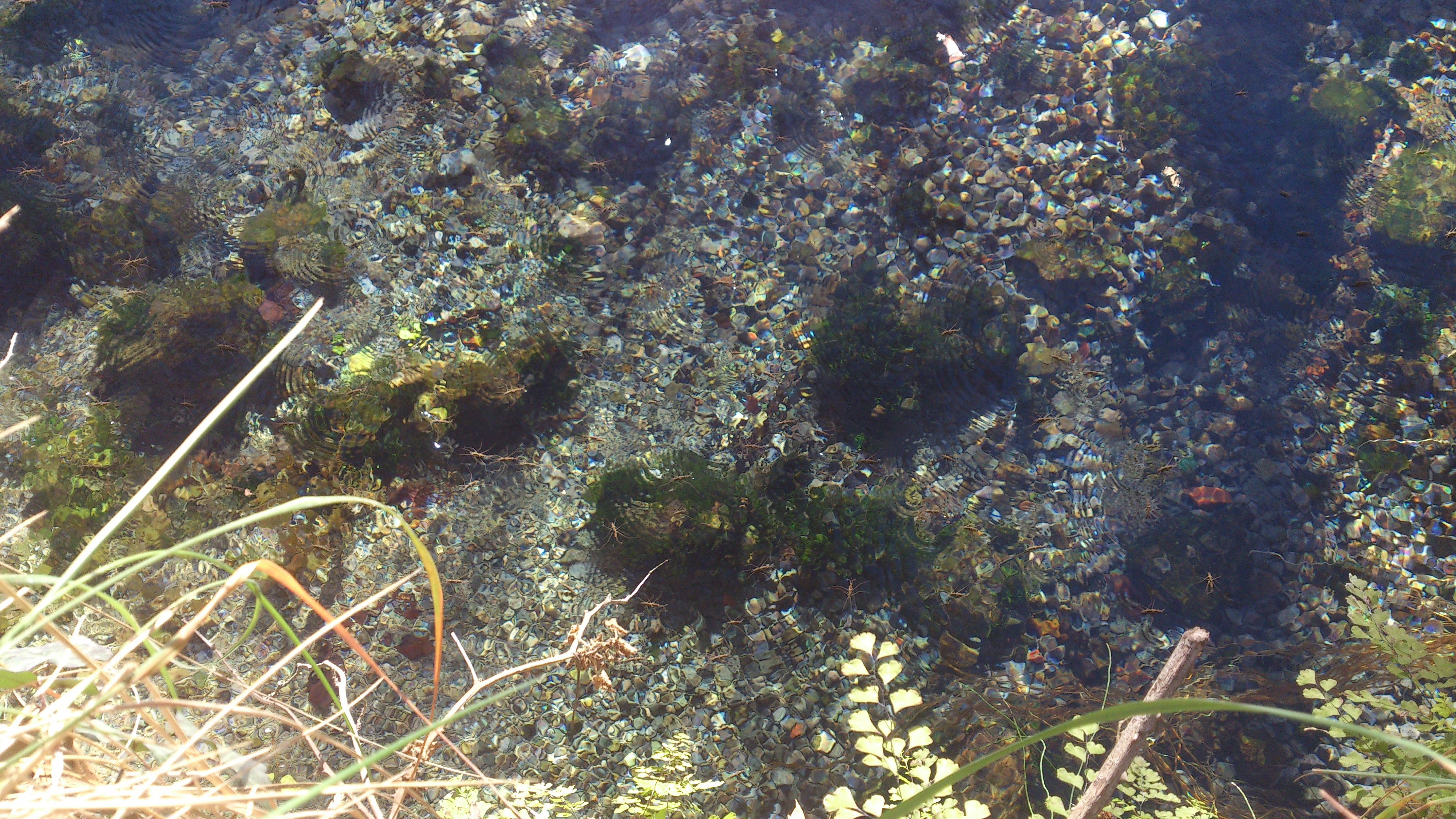
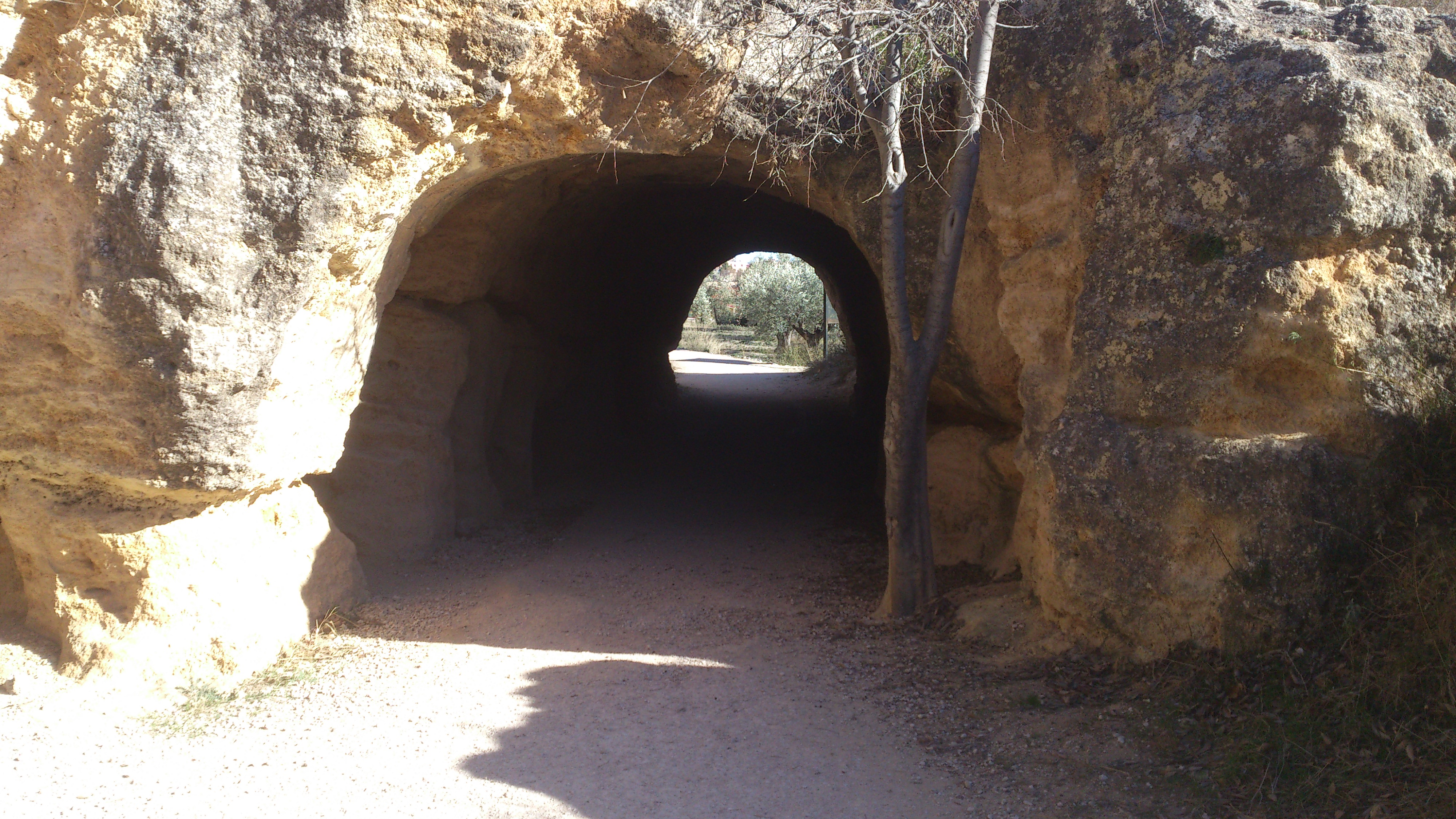
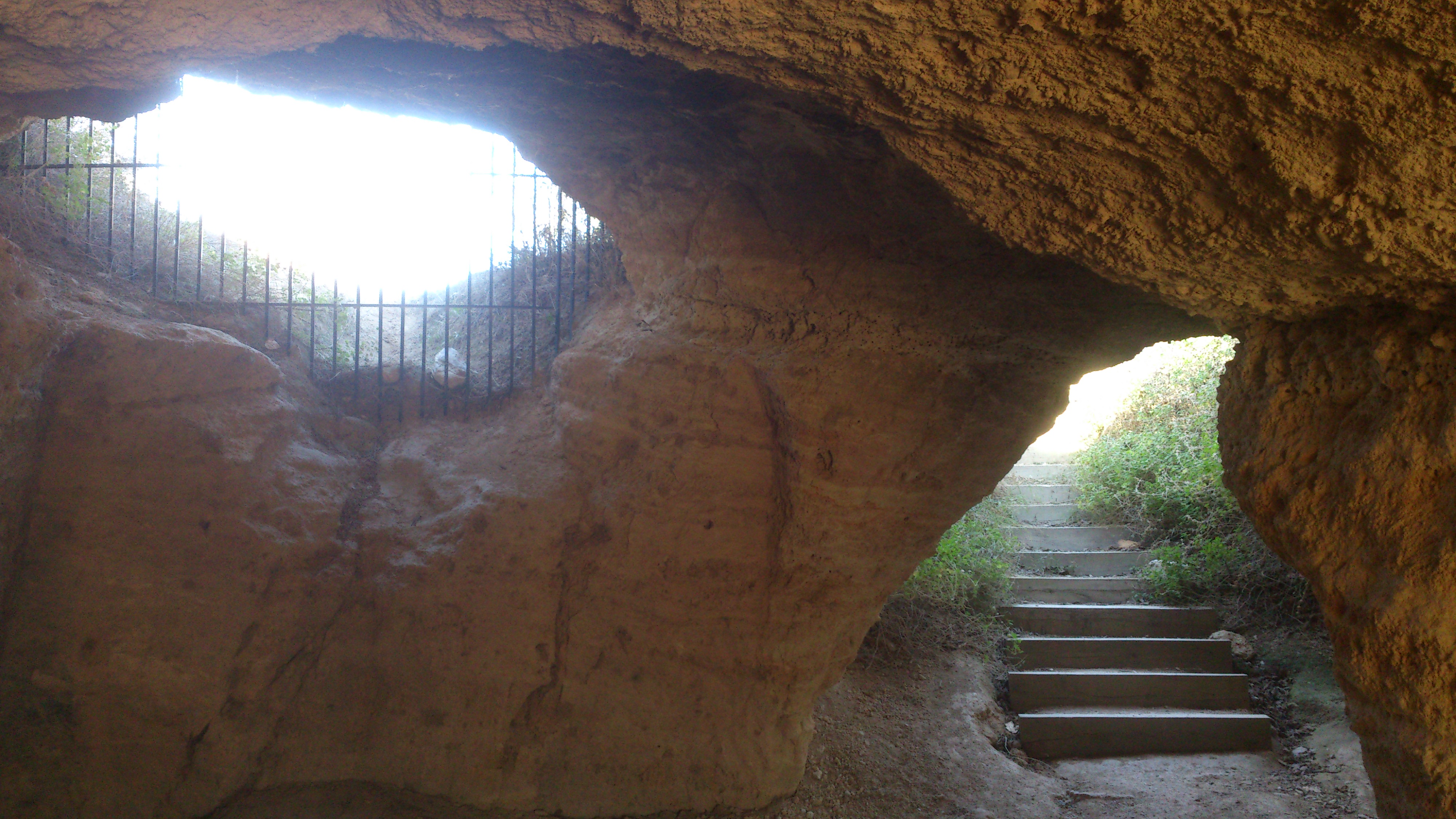
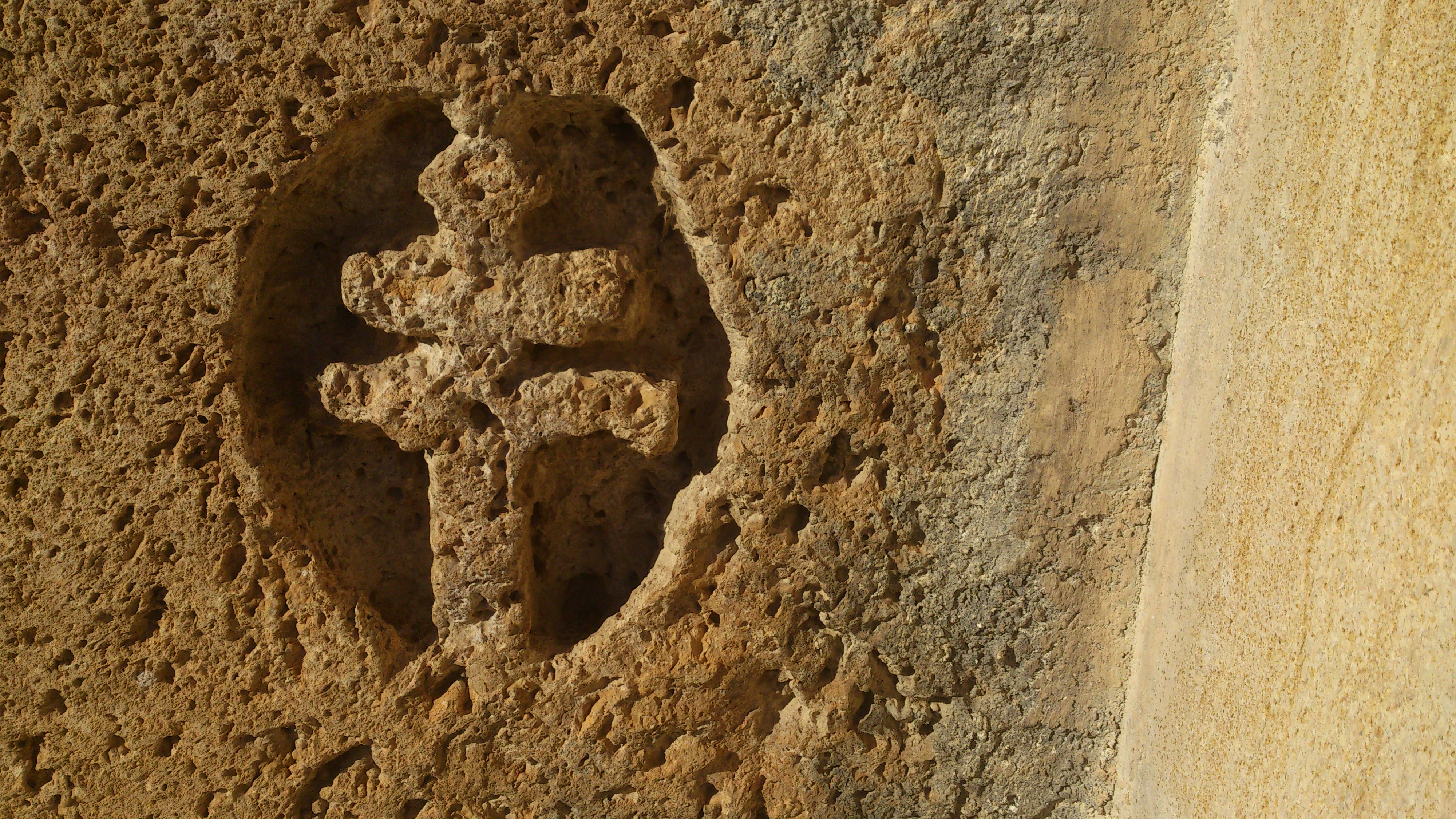